# جارود بوون
جارود بوون (انگلیسی: Jarrod Bowen؛ زادهٔ ۲۰ دسامبر ۱۹۹۶) بازیکن فوتبال اهل بریتانیا است.
از باشگاه‌هایی که در آن بازی کرده‌است می‌توان به باشگاه فوتبال هرفورد یونایتد، باشگاه فوتبال هال سیتی، و باشگاه فوتبال وستهام یونایتد اشاره کرد.
اودر سال 2023 گل قهرمانی وستهام را در لیگ کنفرانس اروپا در دقیقه نود به ثمر رساند.